# Neolophonotus sicarius
Neolophonotus sicarius là một loài ruồi trong họ Asilidae. Neolophonotus sicarius được Londt miêu tả năm 1988. Loài này phân bố ở vùng nhiệt đới châu Phi.